# Impasse des Orfèvres (Strasbourg)
Pour les articles homonymes, voir Impasse des Orfèvres.
Ne doit pas être confondu avec Rue des Orfèvres (Strasbourg).
L'impasse des Orfèvres (en alsacien : Goldschmiedgässel) est une voie de Strasbourg, rattachée administrativement au Quartier Gare - Kléber.  En cul-de-sac, piétonnière, elle s'ouvre entre les nos 12 et 14 de la rue du Bain-aux-Plantes. 
La ruelle est orientée vers le canal de navigation de l'Ill, mais un muret et la végétation en empêchent la vue.

## Toponymie

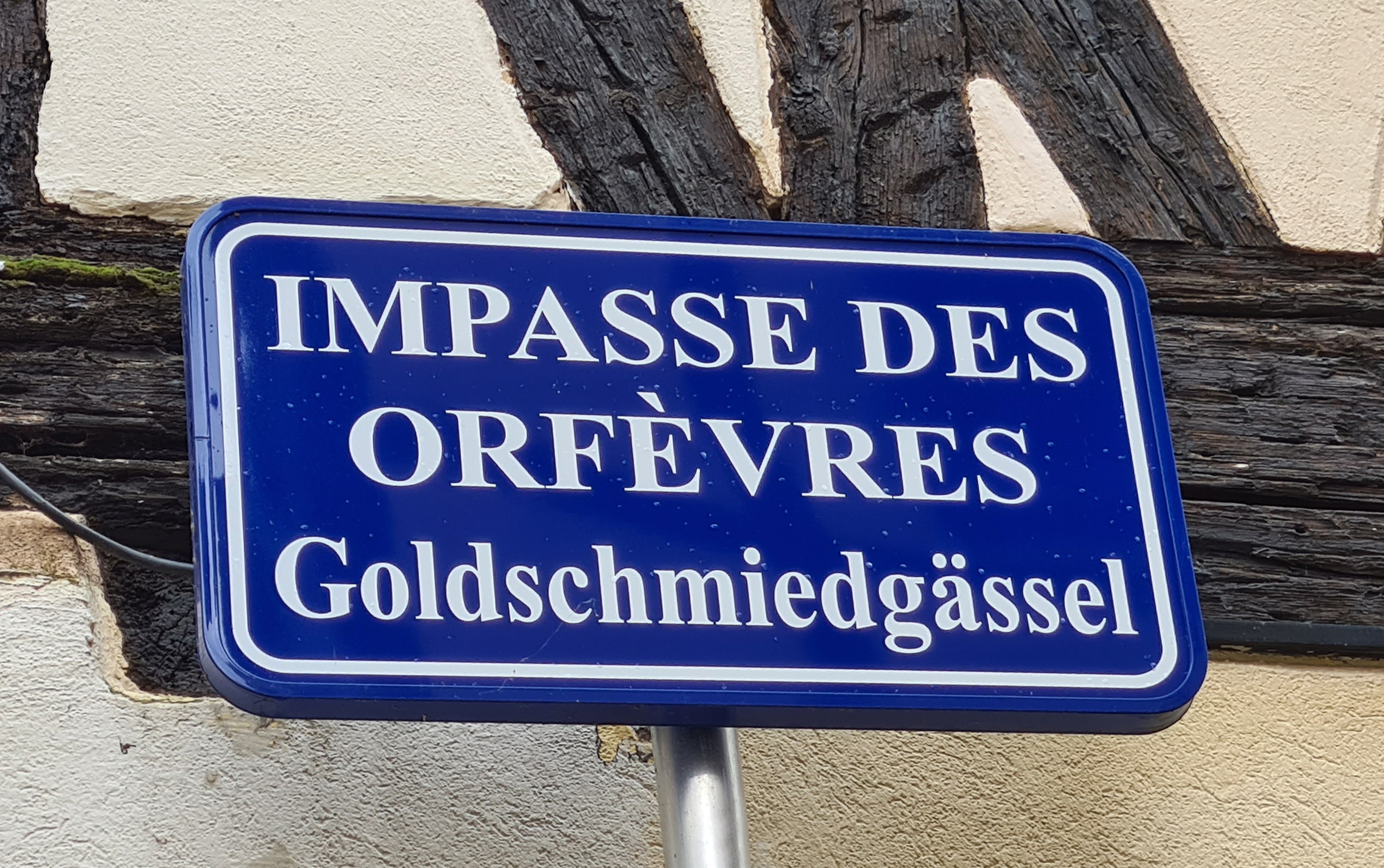
Plaque bilingue, en français et en alsacien.

Au fil du temps, la voie a successivement porté les noms suivants, en allemand ou en français : Goldschmidtshöffel (1740), 
Goldschmidtgässel (1783), Cour des Orfèvres (1786), ruelle de Déléchaux (1794), impasse des Orfèvres (1858, 1919), Godschmidtgässchen (1872), Wasserzollgässchen (1942), puis, à nouveau, impasse des Orfèvres depuis 1945.
Des plaques de rues bilingues, à la fois en français et en alsacien, ont été mises en place par la municipalité à partir de 1995. C'est le cas du Goldschmiedgässel.

## Bâtiments remarquables
no 4 (ancien no 34)La présence d'une maison d'artisan est attestée depuis 1606. En 1823 un propriétaire obtient l'autorisation de fermer la ruelle communale par une porte. En 1829-1839 un nouveau bâtiment remplace trois petites maisons. Il est acquis par la Ville en 1964, puis, en 1976, par un restaurateur qui le fait réhabiliter et ouvre de nombreuses fenêtres.

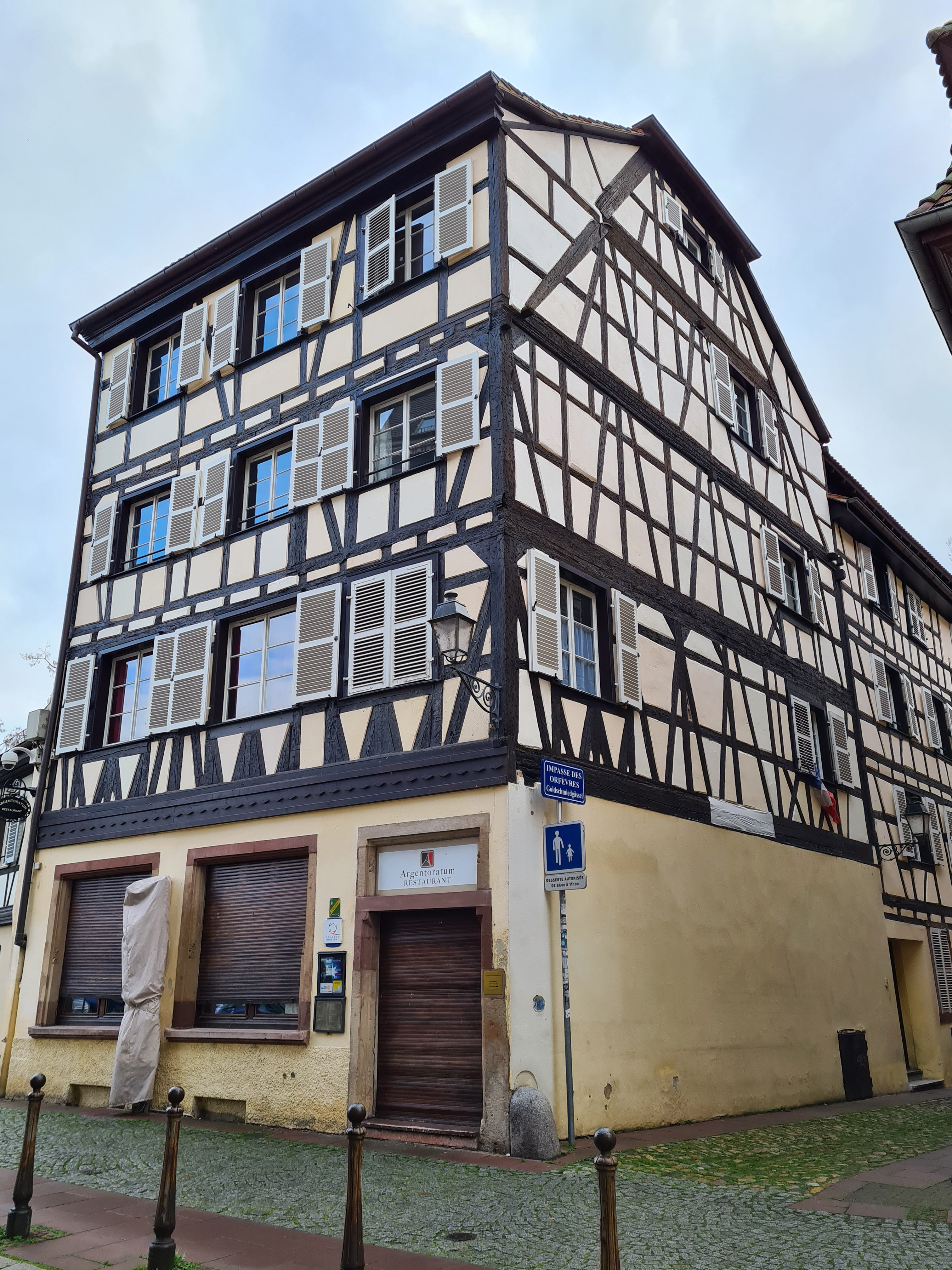
no 2, depuis la rue.
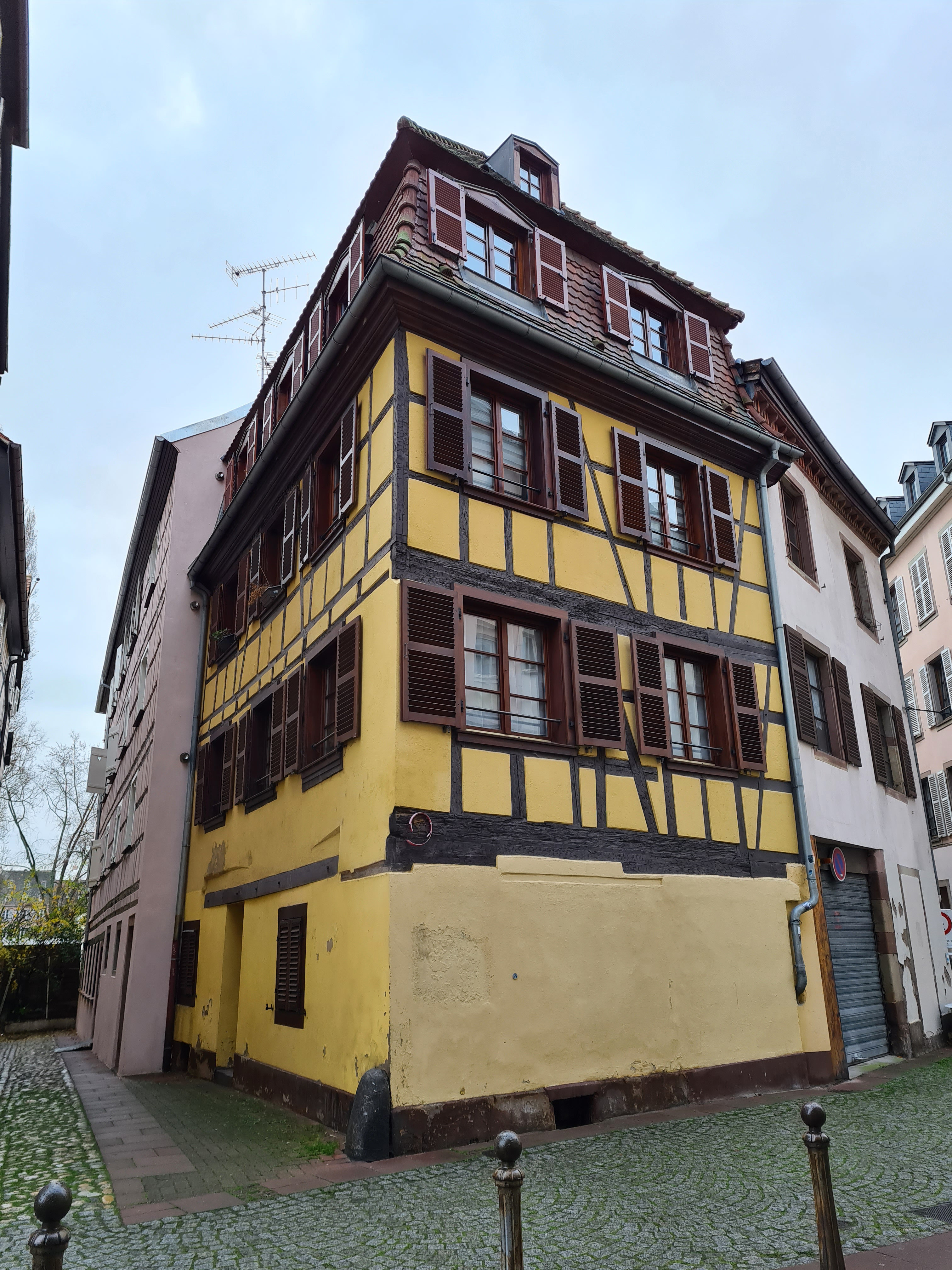
no 4, depuis la rue.
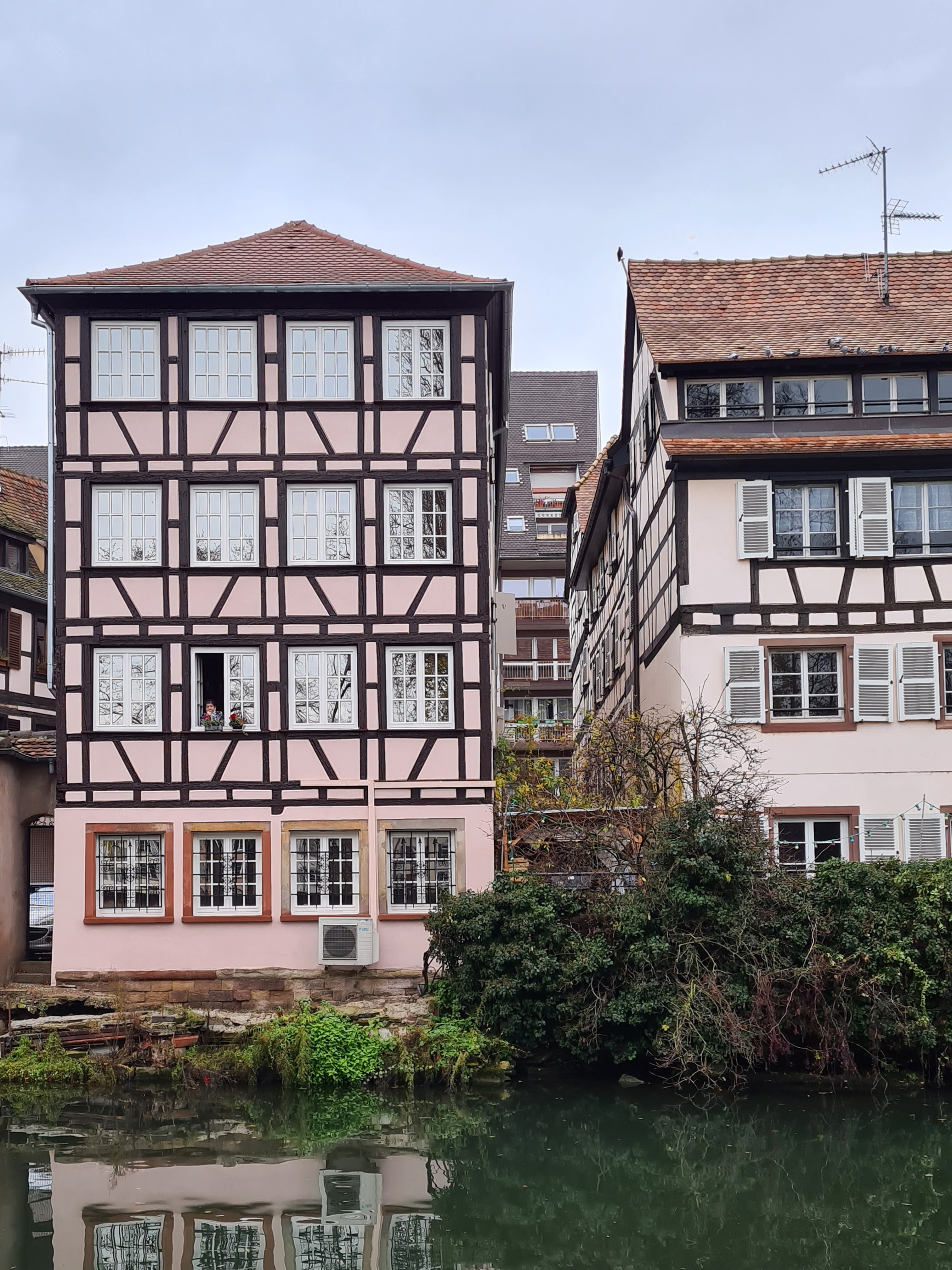
Vue depuis l'Ill.